# Борко Паштровић
Борко Паштровић (Крагујевац, 12. април 1875 — Дајче, 18. децембар 1912) је био артиљеријски мајор, четнички војвода.

## Биографија
Након завршетка шест разреда гимназије у Крушевцу, Паштровић је завршио војну академију у Београду. Као поручник у крагујевачкој чети учествовао је у боју на Челопеку (16. априла 1905). Био је учесник балканског рата 1912. и са својим одредом артиљераца био је на челу српске војске, која је избила код Љеша на Јадранско море. Том приликом је погинуо у борби са војском Есад-паше, која је покушавала повлачење из Скадра након дуге опсаде.